# Hynobius takedai
Hynobius takedai é uma espécie de anfíbio caudado pertencente à família Hynobiidae. Endêmico do Japão.